# Prothoe calydonia
Prothoe calydonia är en fjärilsart som beskrevs av William Chapman Hewitson 1855. Prothoe calydonia ingår i släktet Prothoe och familjen praktfjärilar. IUCN kategoriserar arten globalt som livskraftig. Inga underarter finns listade i Catalogue of Life.